# Josef Maria Eder

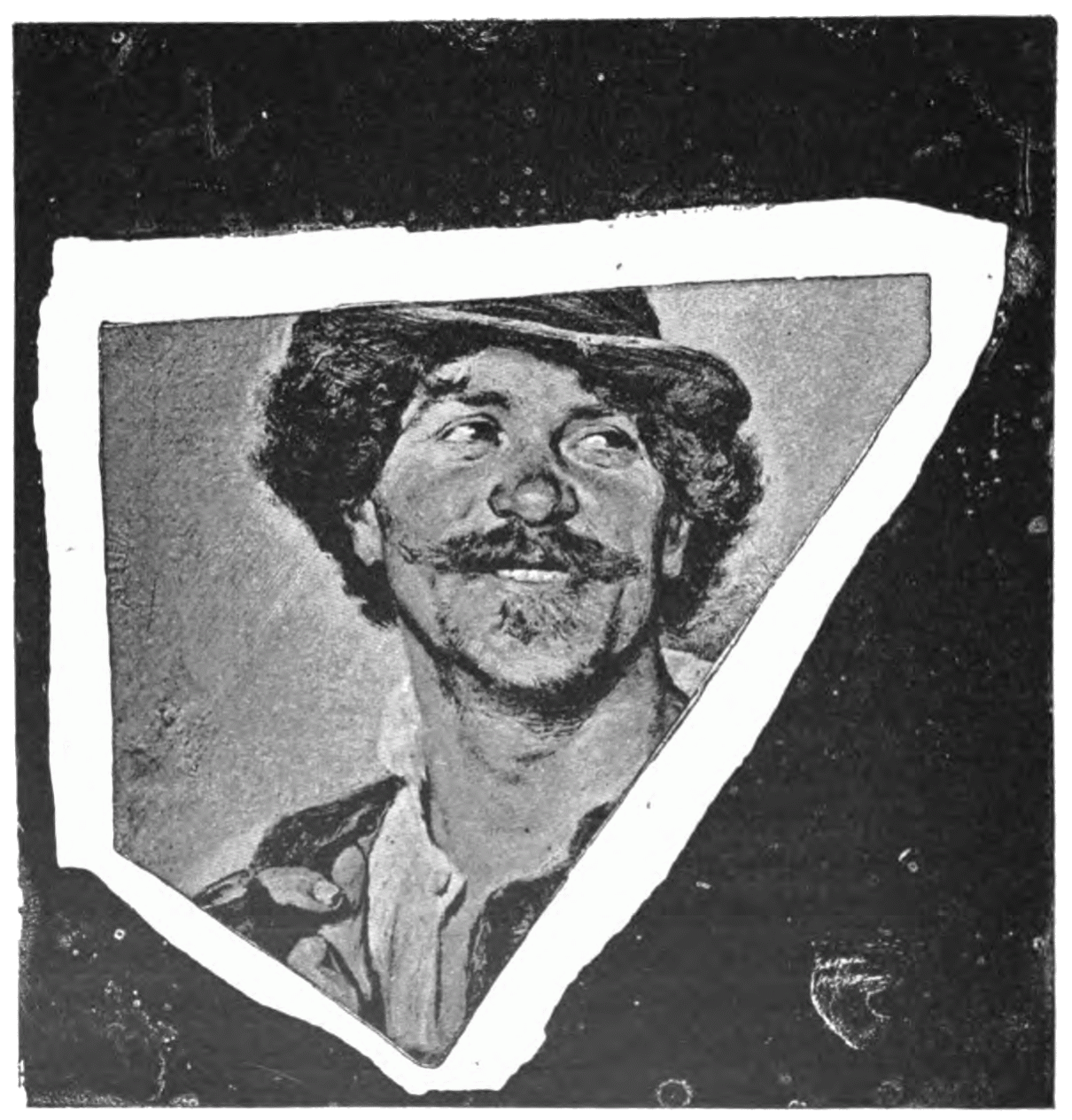
Jedna z prvních autotypií s portrétem Georga Meisenbacha, Mnichov, 9. května 1882

Josef Maria Eder (16. března 1855 Kremže – 18. října 1944 Kitzbühel) byl rakouský chemik a fotograf, který se specializoval na fotografickou chemii.

## Život a dílo
Narodil se 16. března 1855 v Kremži v roce 1855. Studoval chemii, fyziku a matematiku na Technische Universität Wien a na Vídeňské univerzitě. V roce 1876 získal doktorát a v roce 1879 se po habilitování (PhD) stal odborným asistentem na vídeňské technické univerzitě. Jeho výzkum pak byl zaměřen na fotografickou chemii. Poté, co strávil nějaký čas na vídeňské Staatliche Gewerbeschule se stal odborným asistentem na vídeňské Höhere Gewerbeschule. Tato změna měla zlepšit jeho možnosti pro provádění odborného výzkumu. V následujících letech Eder vylepšil citlivý želatinový stříbrný proces.
Orthochromatické fotografické desky v kombinaci s barevným filtrem působily proti nehomogennosti jednotlivých desek a jejich citlivost na světlo různých vlnových délek a ve výsledku černobílé obrazy ukazovaly všechny odstíny světla v jejich skutečném jasu. Eder byl profesorem na technické univerzitě od roku 1892 do roku 1925.
Eder se pokoušel do vývoje fotografických procesů zavádět vědecké metody. Zvláště využíval metody spektroskopie a vymyslel několik nových nástrojů včetně "Eder-Hechtova neutrálního klínového fotometru" (s Walterem Hechtem (1896 - 1960)) Jeho dalším vynálezem byl "rtuťovo oxalátový fotometr", což byl chemický fotometr pro měření intenzity UV záření. Poté, co bylo zveřejněno působení rentgenových paprsků na filmový materiál, začal Eder pracovat na výzkumu vylepšení citlivosti fotografického materiálu na rentgen. V roce 1884 začal Eder psát svou Rozsáhlou příručku o fotografii, která je stále k dispozici jako dotisk. V roce 1895 získal Liebenovu cenu a v roce 1930 se stal členem Australské akademie věd. Eder založil Institut profotografie a reprodukční techniky (dnes Höhere Graphische Bundes- Lehr- und Versuchsanstalt).
Jeho spolupracovník byl rakouský fotograf a chemik Eduard Valenta.

## Ocenění
V roce 1884 mu byla udělena Medaile za pokrok od Photographic Society of Great Britain (dnes pod názvem Královská fotografická společnost).
- 1923 — Medaile Wilhelma Exnera

## Galerie
Autoři fotografií: Josef Maria Eder a Eduard Valenta

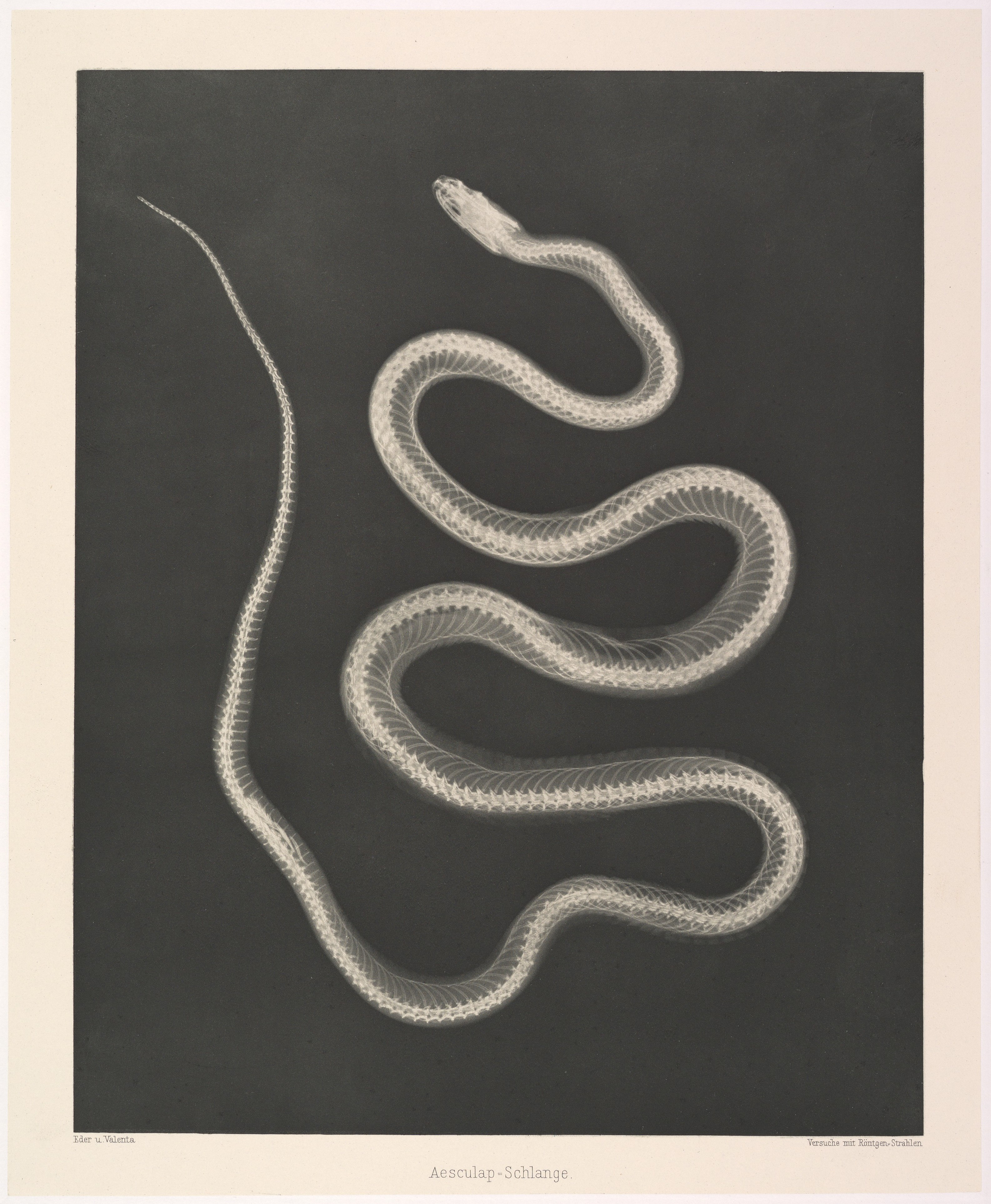
Užovka stromová
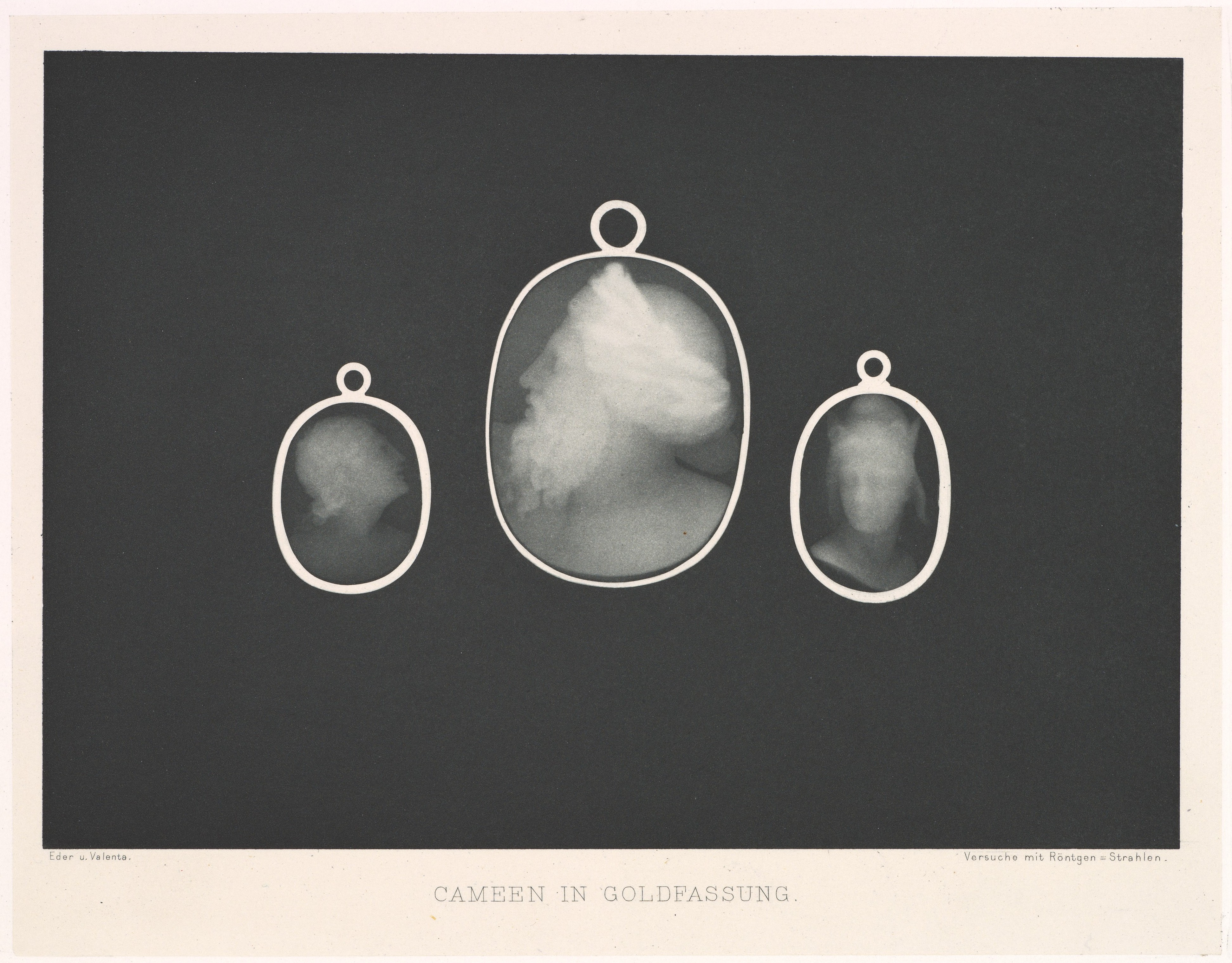
Kameje ve zlatých obroučkách
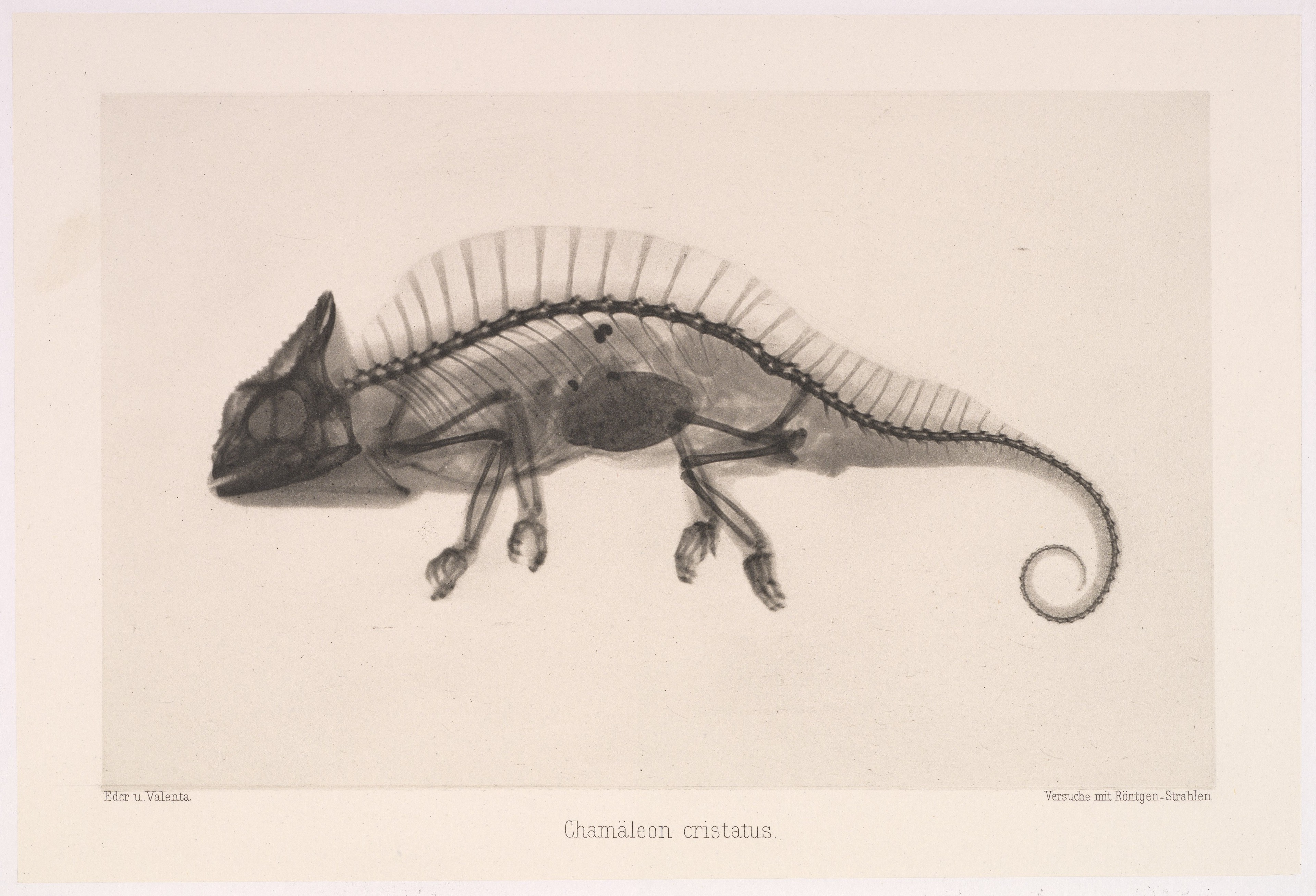
Chameleon cristatus
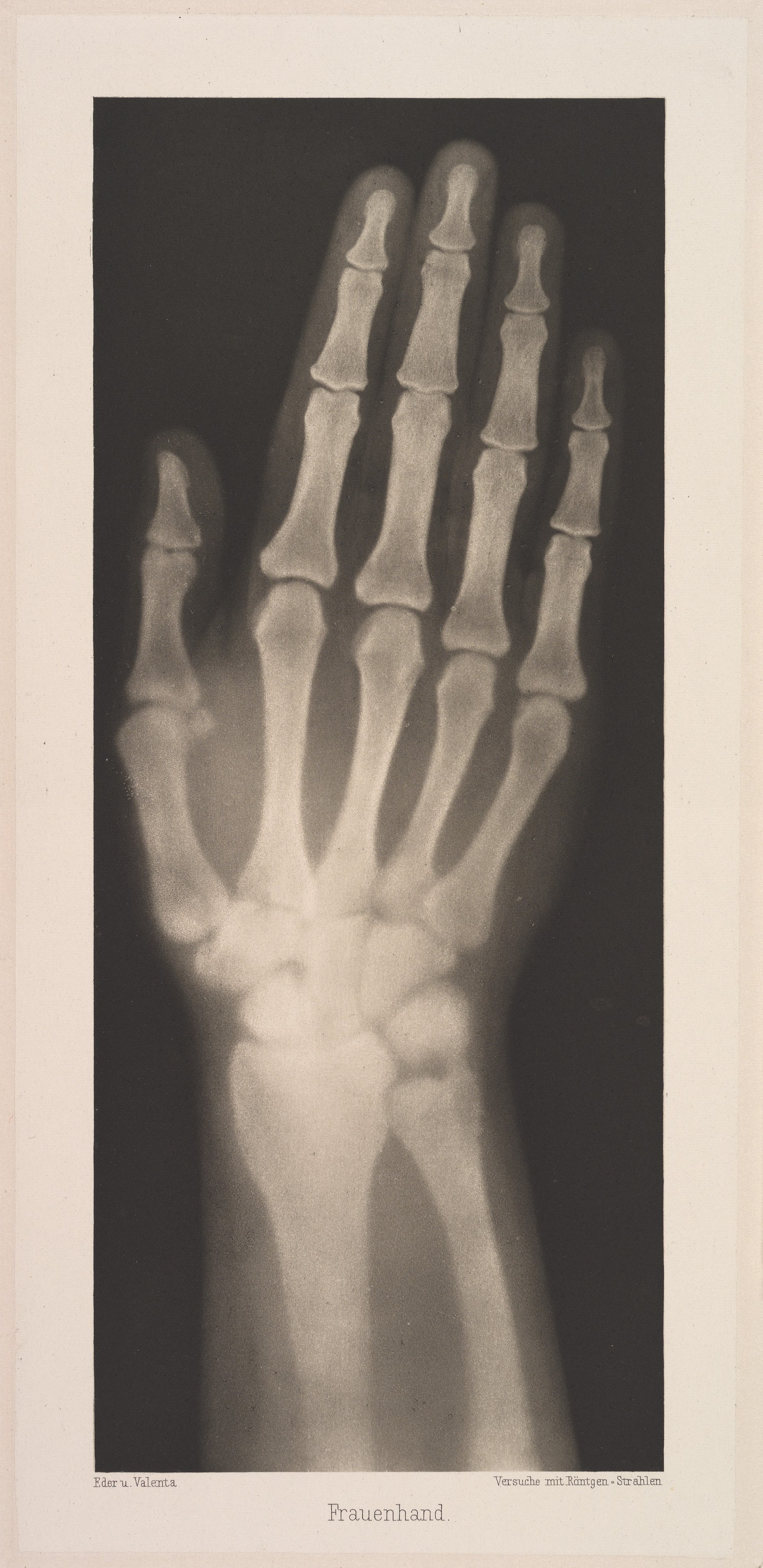
Ženská ruka
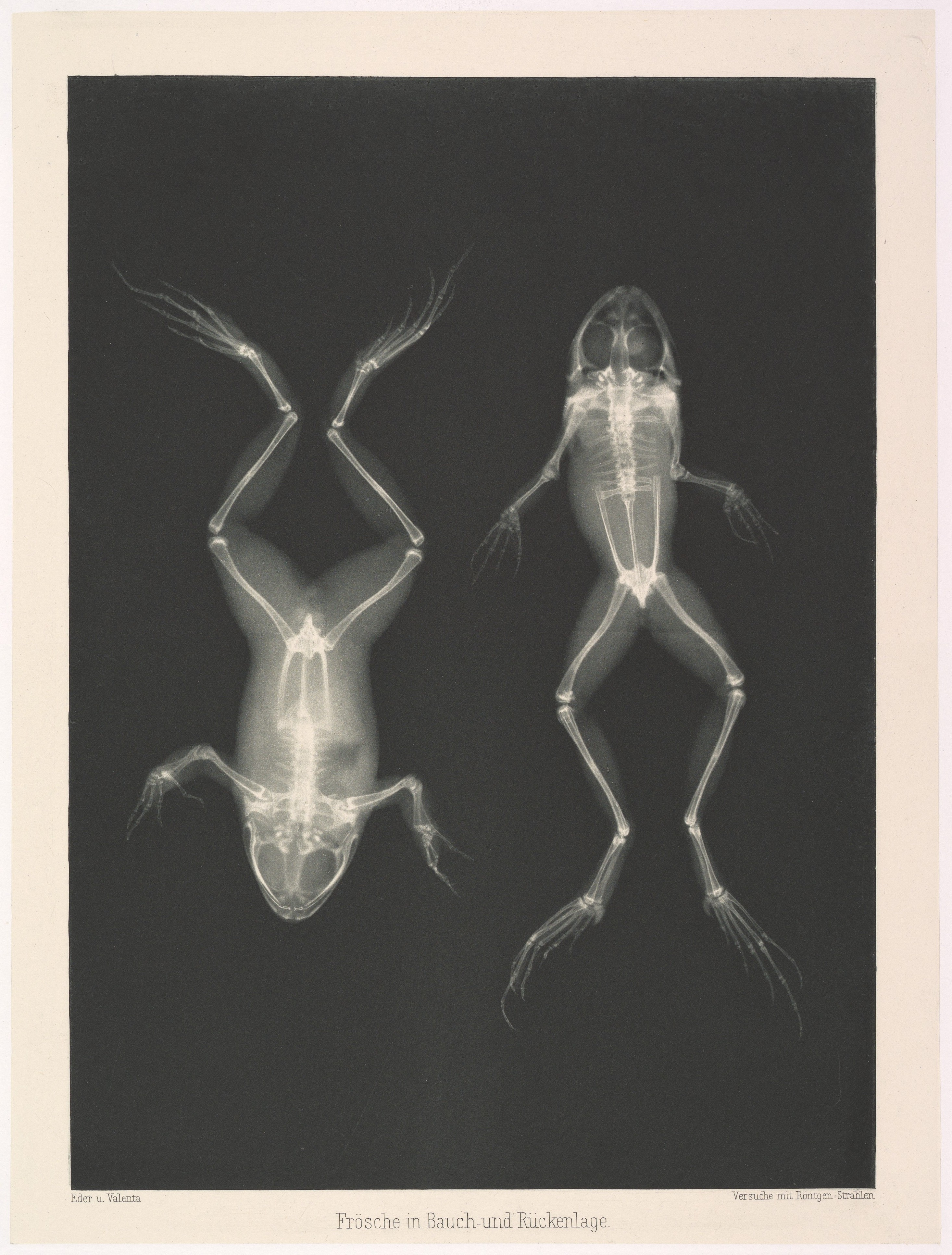
Jeden z prvních rtg snímků žáby, sbírka National Media Museum
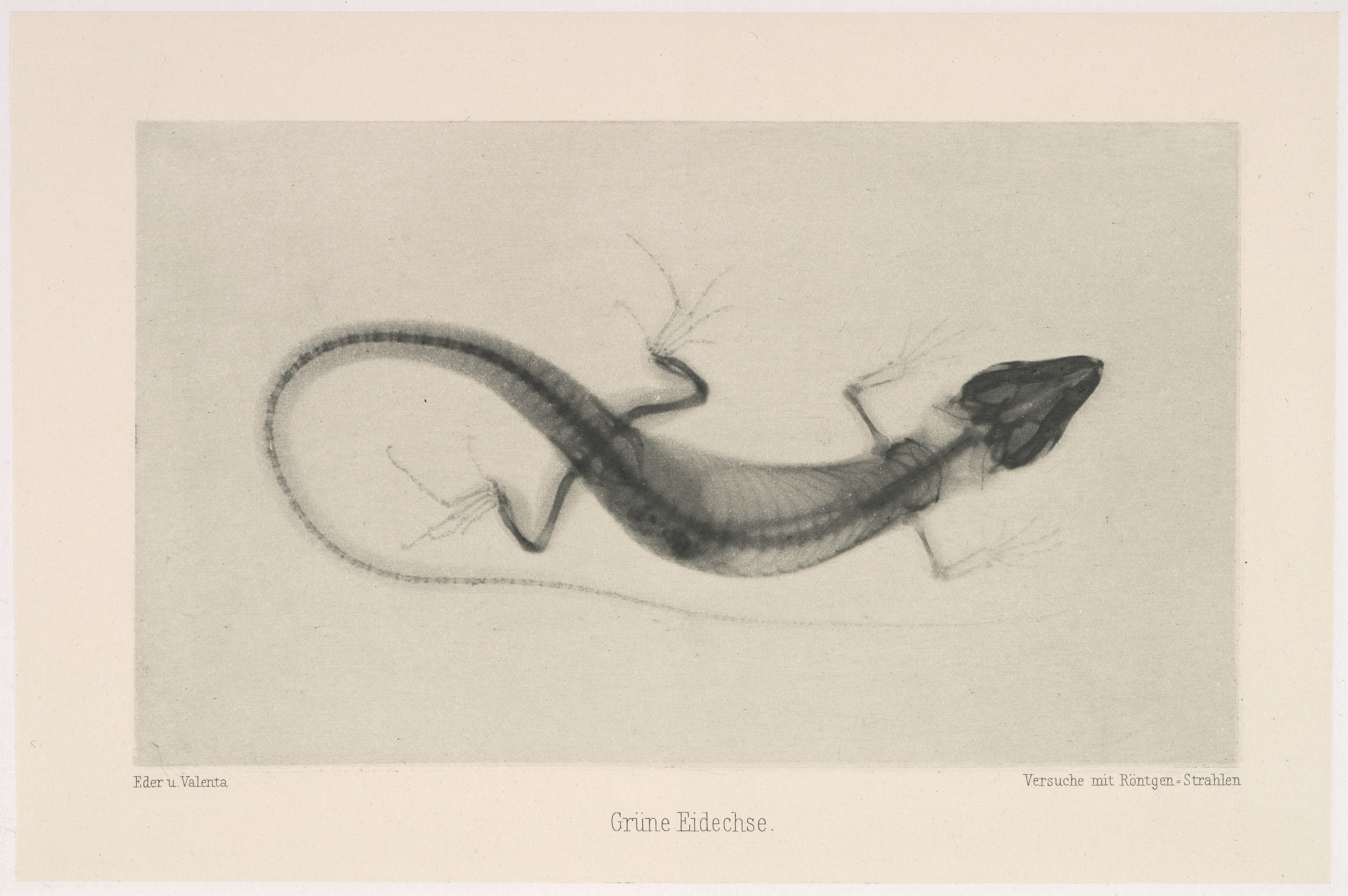
Ještěrka zelená
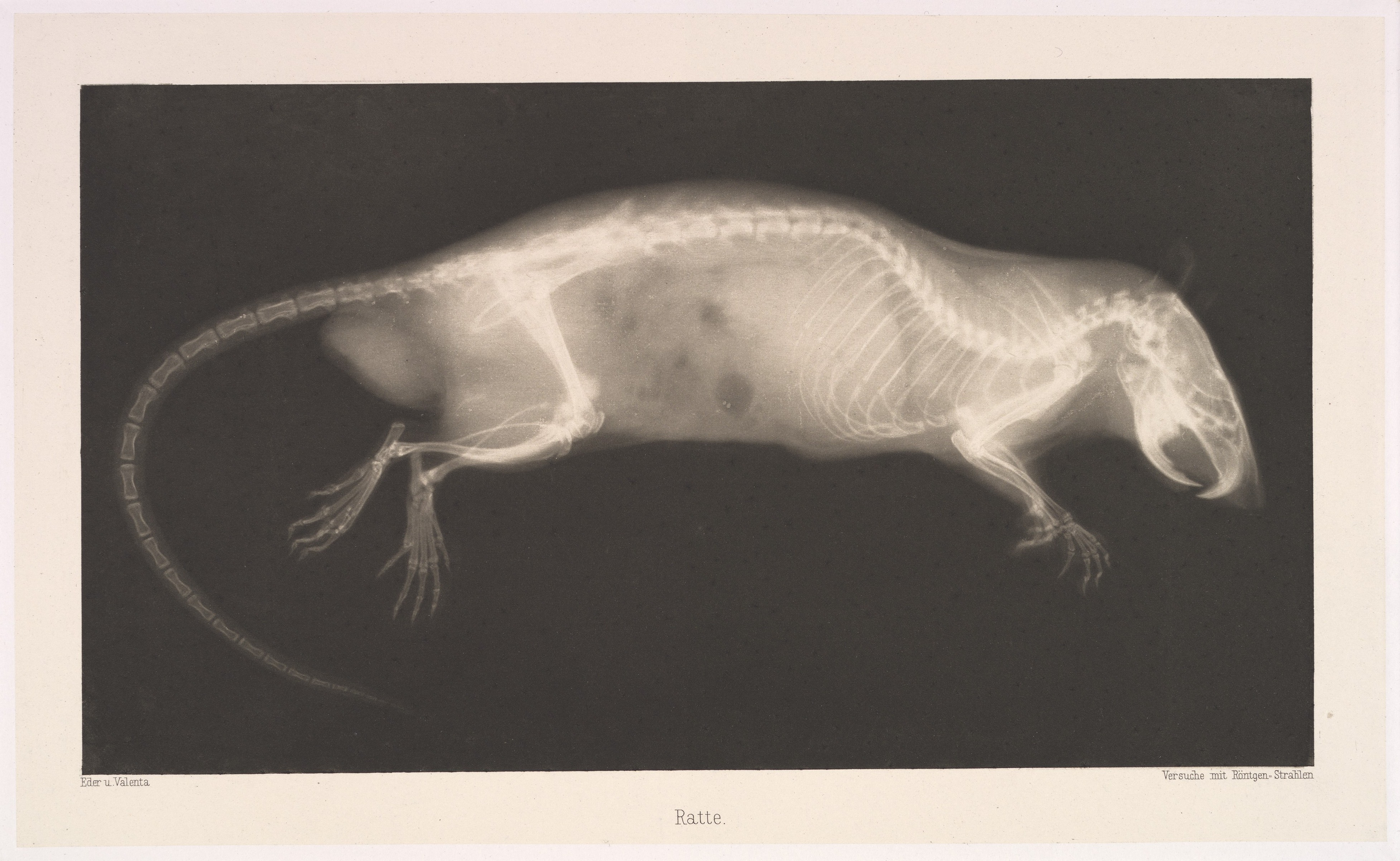
Krysa
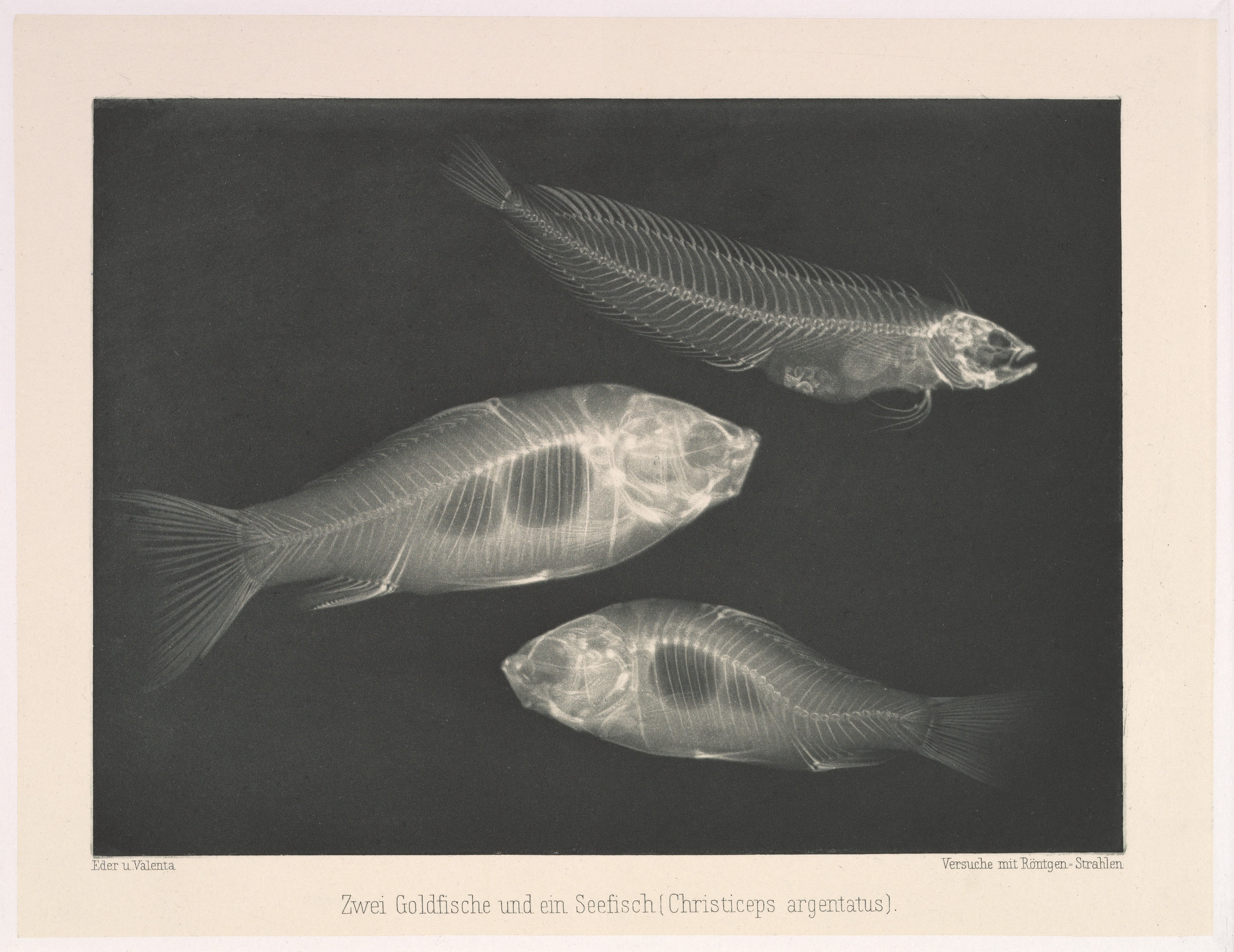
Dvě zlaté rybky a mořská ryba (Christiceps argentatus)